# Aleksandr Batalin
Aleksandr Fiódorovich Batalin (a veces conocido como Alexander Theodorowicz Batalin; translitera al cirílico Баталин, Александр Фёдорович) (13 de agosto de 1847 – 13 de octubre de 1896), fue un botánico. Fue Jefe Botánico y Director del Imperial Jardín Botánico en San Petersburgo.

## Honores

### Epónimos
- (Asteraceae) Cousinia batalinii C.Winkl.[1]

- (Lamiaceae) Dracocephalum batalinii Krasn. ex Lipsky[2]

- (Liliaceae) Tulipa batalinii Regel[3]

- (Orchidaceae) Cattleya batalinii Sander & Kraenzl.[4]

- (Poaceae) Agropyron batalinii Roshev.[5]

- (Poaceae) Elymus batalinii (Krasn.) Á.Löve[6]

- (Poaceae) Elytrigia batalinii (Krasn.) Nevski[7]

- (Poaceae) Kengyilia batalinii (Krasn.) J.L.Yang, C.Yen & B.R.Baum[8]

- (Poaceae) Triticum batalinii Krasn.[9]

- (Ranunculaceae) Delphinium batalinii Huth[10]

- (Rosaceae) Prunus batalinii Koehne[11]

- La abreviatura «Batalin» se emplea para indicar a Aleksandr Batalin como autoridad en la descripción y clasificación científica de los vegetales.[12]